# Kurt Jürgensen
Kurt Jürgensen (* 20. August 1929 in Flensburg; † 8. Oktober 1999 in Kronshagen) war ein deutscher Historiker und Geschichtsdidaktiker.

## Leben

### Schulzeit
Kurt Jürgensen wuchs als Sohn des Lehrers Johannes Jürgensen und dessen Frau Helene (geb. Prehn) in einem evangelisch-lutherisch geprägten Elternhaus in Flensburg auf. Er besuchte von 1940 bis 1950 das Alte Gymnasium in Flensburg, wobei seine Schulzeit 1945 bedingt durch den Zweiten Weltkrieg unterbrochen wurde.

### Akademische Laufbahn
Nach dem Abitur studierte er bis 1954 die Fächer Geschichte, Philosophie, Romanistik und Pädagogik in Kiel, Marburg und Paris. Der Student Kurt Jürgensen erhielt ein Stipendium der französischen Regierung und besuchte 1953/54 die École normale supérieure in Paris. Das Studium beendete er vorerst 1955 mit dem Ersten Staatsexamen und absolvierte im Anschluss sein Referendariat an der Max-Planck-Schule in Kiel. Das Referendariat unterbrach er 1956 und 1957 für jeweils mehrere Monate, um in Belgien für seine Doktorarbeit zu forschen. Seine Promotion wurde von Otto Becker und Fritz Wagner angeregt und nach dem Tod Otto Beckers von Karl Dietrich Erdmann betreut. 1958 legte er zunächst das Zweite Staatsexamen ab und wurde noch im Sommer desselben Jahres promoviert. In den folgenden sieben Jahren arbeitete er als Lehrer an der Max-Planck-Schule. Auf Empfehlung von Karl Dietrich Erdmann wechselte er 1965 als Studienrat in den Hochschuldienst am Historischen Seminar der Christian-Albrechts-Universität zu Kiel (CAU). 1971 erhielt Jürgensen einen Ruf an die Pädagogische Hochschule Flensburg auf die Professur „Geschichte, Didaktik und Methodik des Geschichtsunterrichts“. Zwei Jahre später wurde er auf die gleiche Professur an der Pädagogischen Hochschule Kiel berufen. Im Jahre 1974 habilitierte er sich an der Philosophischen Fakultät für Mittlere und Neuere Geschichte. Kurt Jürgensen lehrte sowohl an der Pädagogischen Hochschule Kiel als auch am Historischen Seminar der Christian-Albrechts-Universität. Nach seiner Emeritierung im Sommer 1994 vertrat er für zwei weitere Semester den Lehrstuhl für Geschichte und ihre Didaktik an der CAU.
Sein Grab befindet sich auf dem Parkfriedhof Eichhof.

## Werk
Das Spektrum der Forschungsinteressen von Kurt Jürgensen war vielfältig. Er unternahm Forschungsreisen nach Bonn, Brüssel, London und Ottawa. Zu seinen besonderen Forschungsgebieten zählen die staatlich-politische und kirchliche Neuordnung in Schleswig-Holstein nach 1945, das Nationalitätenproblem in Kanada und der liberale Katholizismus und die Verfassungsbewegung des 19. Jahrhunderts.
Seine Dissertationsschrift über die Geschichte Belgiens im 19. Jahrhundert wird noch heute zu den wichtigsten Werken dieses Themenbereichs gezählt. Als Mitarbeiter des Instituts für Europäische Geschichte in Mainz 1961/1962 hatte er die Möglichkeit, die Forschungen auf dem Gebiet seiner Dissertation auszuweiten und eine erweiterte Fassung dieser 1963 zu veröffentlichen.
Die enge Verbundenheit mit seiner Heimat ist die Grundlage für seine intensiven Forschungen zur Landesgeschichte Schleswig-Holsteins. In diesem Zusammenhang sind vor allem seine Forschungen zur britischen Besatzungspolitik nach dem Zweiten Weltkrieg bemerkenswert, da er eine umfangreiche Auswertung von Akten aus sowohl militärischen als auch zivilen Institutionen im Londoner Archiv vornahm. Darüber hinaus beschäftigte er sich mit der Geschichte Kanadas, insbesondere mit der Nationalitätenfrage. 1966 und 1970 erhielt Jürgensen Einladungen der Universität Ottawa, Lehrveranstaltungen zur deutschen Geschichte abzuhalten. Jürgensen setzte sich zudem intensiv mit der Geschichtsdidaktik auseinander und war in den 1980er Jahren Leiter der Landesarbeitsgemeinschaft „Landesgeschichte im Unterricht“ beim Kultusministerium.

## Wirken
Kurt Jürgensen engagierte sich neben seiner Arbeit an der Christian-Albrechts-Universität zu Kiel in verschiedenen wissenschaftlichen Vereinen.
Er war Gründer und Vorsitzender der Sektion Kronshagen der Schleswig-Holsteinischen Universitäts-Gesellschaft (SHUG). Er leitete den Fachbereich Geschichte der Lauenburgischen Akademie für Wissenschaft und Kultur (FLA) bis 1996. Lange Zeit arbeitete er für die Gesellschaft für Schleswig-Holsteinische Geschichte (GSHG) im wissenschaftlichen Beirat und im Redaktionsausschuss des Biographischen Lexikons für Schleswig-Holstein und Lübeck. Außerdem war er seit 1991 Mitglied der Kuratoriums des  Instituts für schleswig-holsteinische Zeit- und Regionalgeschichte (IZRG) und Mitbegründer der Zeitschrift für Kanada-Studien, des Organs einer gleichnamigen wissenschaftlichen Gesellschaft.

## Schriften (Auswahl)
- Lamennais und Belgien – Das Ringen um den liberalen Katholizismus in Belgien bis zu Enzyklika „Mirari Vos“ des Papstes Gregor XVI. (August 1832). Kiel 1958. (Inauguraldissertation in 2 Bden.)
- Beiträge zur Geschichte Schleswig-Holsteins nach dem Zweiten Weltkrieg. Kiel 1974 (Habilitationsschrift zur Erlangung der Venia legendi der Philosophischen Fakultät der Christian-Albrechts-Universität zu Kiel. Vorgelegt in zwei Teilen.)
- Die Gründung des Landes Schleswig-Holstein nach dem Zweiten Weltkrieg – Der Aufbau der demokratischen Ordnung in Schleswig-Holstein unter dem ersten Ministerpräsidenten Theodor Steltzer. Neumünster 1969.
- Die Gründung des Landes Schleswig-Holstein nach dem Zweiten Weltkrieg. Der Aufbau der demokratischen Ordnung in Schleswig-Holstein während der britischen Besatzungszeit 1945–1949. Neumünster 1998.
- Die Stunde der Kirche. Die Evangelisch-Lutherische Landeskirche Schleswig-Holsteins in den ersten Jahren nach dem Zweiten Weltkrieg. Neumünster 1976.

## Archivalien
Landesarchiv Schleswig-Holstein in Schleswig:
- Abt. 47 Nr. 6695 (1972–1974), Nr. 7243 (1971–1990)
- Abt. 811 Nrn. 42964 – 42968 (1963–1995)